# Big Show i jego show
Big Show i jego show (ang. The Big Show Show, od 2020) – amerykański serial komediowy stworzony przez Josha Bycela i Jasona Bergera oraz wyprodukowany przez wytwórnie Z+M Industrial Films, Northrock 6 i WWE Studios.
Premiera serialu odbyła się w Stanach Zjednoczonych 6 kwietnia 2020 na platformie Netflix. Polska premiera serialu odbyła się tego samego dnia.

## Fabuła
Serial opisuje historię byłego zapaśnika WWE Big Showa, który postanawia zejść z ringu i przygotować się na najcięższe wyzwanie. Musi wychować razem z żoną Cassy (Allison Munn) trzy córki – nastoletnią Lolę, kilkunastoletnią Mandy oraz najmłodszą J.J. na Florydzie.

## Bohaterowie

### Główni
- Paul Wight/Big Show – główny bohater serialu, były zapaśnik WWE. Ma nastoletnią córkę Lolę.
- Cassy Wight (Allison Munn) – żona Big Showa oraz matka Mandy i J.J. Pracuje jako agentka nieruchomości.
- Lola Wight (Reylynn Caster) – nastoletnia córka Big Showa z pierwszego małżeństwa. Przeprowadziła się z Minnesoty na Florydę po tym, jak jej matka została przeniesiona do Brukseli. Bardzo uwielbia swojego ojca.
- Mandy Wight (Lily Brooks O’Briant) – kilkunastoletnia córka Big Showa. Pragnie zostać przewodniczącą klasy.
- J.J. Wight (Juliet Donenfeld) – najmłodsza córka Big Showa.

### Drugoplanowi
- Terence "Terry" Malick III (Jaleel White) – najlepszy przyjaciel Big Showa.
- Fener (Ben Giroux) – trener Loli.
- Pani Riggi (Jaime Moyer) – nauczycielka J.J.
- Bennett (Asif Ali) – współpracownik Cassy w agencji nieruchomości.
- Taylor Swift (Dallas Dupree Young) – kolega Mandy, która walczy o bycie przewodniczącym klasy.
- Monica B. (Tessa Espinola) – koleżanka Mandy, która prowadzi transmisje na żywo na temat najnowszych plotek.
- Kennedy (Jolie Hoang-Rappaport) – przyjaciel Mandy.
- Olivia (Emma Loewen) – przyjaciółka Mandy.

## Wersja polska
Wersja polska: BTI Studios

Reżyseria: Jan Aleksandrowicz-Krasko

Dialogi: Hanna Osuch

Dźwięk i montaż: Sławomir Karolak

Kierownictwo produkcji: Julian Osławski

Wystąpili:
- Michał Piela – Big Show
- Joanna Pach-Żbikowska – Cassy
- Maria Janiszewska – J.J.
- Magdalena Herman-Urbańska – Lola
- Magda Kusa – Mandy

W pozostałych rolach:
- Tomasz Błasiak – Trener Fener (odc. 1-2, 8)
- Izabela Bujniewicz – Pani Riggi (odc. 2-3)
- Jacek Kopczyński – Terry (odc. 2-3, 5-6, 8)
- Damian Kulec – Bennett (odc. 2, 4, 8)
- Lila Wassermann – Kennedy (odc. 4, 6)
- Antonina Żbikowska – Monica B. (odc. 4, 6)
- Waldemar Barwiński – Tan France (odc. 5)
- Jan Aleksandrowicz-Krasko – Rikishi (odc. 6)
- Dariusz Odija – Mark Henry (odc. 6)
- Adam Szyszkowski – Mick Foley (odc. 6)
- Łukasz Górski – Dyrektor Crowley (odc. 7)
- Agata Skórska – Alex (odc. 7)

i inni

## Odcinki

### Seria 1 (2020)
| Nr | Tytuł             | Tytuł polski         | Reżyseria             | Scenariusz                      | Premiera        |
| -- | ----------------- | -------------------- | --------------------- | ------------------------------- | --------------- |
| 1  | Prototype         | Prototyp             | Phill Lewis           | Josh Bycel i Jason Berger       | 6 kwietnia 2020 |
| 2  | The Big Punisher  | Bogini Kary          | Phill Lewis           | Danielle Uhlarik                | 6 kwietnia 2020 |
| 3  | The Big Brain     | Tęgi umysł           | Leonard R. Garner Jr. | Trevor Moore i Adam Small       | 6 kwietnia 2020 |
| 4  | The Big Sinkhole  | Wielki lej krasowy   | Robbie Countryman     | Desirée Proctor i Erica Harrell | 6 kwietnia 2020 |
| 5  | The Big Process   | Proces               | Wendy Faraone         | Brandon Cohen                   | 6 kwietnia 2020 |
| 6  | The Big Party     | Impreza              | Leonard R. Garner Jr. | Sam Miller                      | 6 kwietnia 2020 |
| 7  | The Big Suprprise | Wielka niespodzianka | Trevor Kirschner      | Trevor Moore i Adam Small       | 6 kwietnia 2020 |
| 8  | The Big Decision  | Poważna decyzja      | Wendy Faraone         | Jessica Kaminsky                | 6 kwietnia 2020 |